# Haitianische Beachhandball-Nationalmannschaft der Männer
Die haitianische Beachhandball-Nationalmannschaft der Männer repräsentiert den haitianischen Handball-Verband als Auswahlmannschaft auf internationaler Ebene bei Länderspielen im Beachhandball gegen Mannschaften anderer nationaler Verbände.
Eine als Unterbau fungierende Nationalmannschaft der Junioren wurde bislang noch nicht ins Leben gerufen. Das weibliche Pendant ist die Haitianische Beachhandball-Nationalmannschaft der Frauen.

## Geschichte
Es dauerte vergleichsweise lange, bis auf Haiti eine Beachhandball-Nationalmannschaft gegründet wurde. Generell ist Handball eine erst spät nach Haiti gedrungene Sportart, das Land ist erst seit 2004 Mitglied der Internationalen Handballföderation. Nachdem sich auf Druck der Internationalen Handballföderation (IHF) im April 2019 die Pan-American Team Handball Federation (PATHF) auflöste und in den beiden Nachfolgeorganisationen Handballkonföderation Nordamerikas und der Karibik (NACHC beziehungsweise NORCA) und Süd- und mittelamerikanische Handballkonföderation (SCAHC beziehungsweise COSCABAL) aufging, nahm die Zahl der Teilnehmer aus der Karibik an den nun neu geschaffenen kontinentalen Meisterschaften, den Nordamerika- und Karibikmeisterschaften, stark zu. An den bis 2018 Pan-Amerikanischen Meisterschaften ausgetragenen Meisterschaften nahmen bis dahin nur die Mannschaften von Trinidad und Tobago sowie Kubas teil. Somit debütierte 2019 auch Haiti bei den kontinentalen Meisterschaften mit Mannschaften beider Geschlechter auf internationaler Ebene. Das Turnier verlief zunächst nicht wie geplant, die Qualifikation für das Halbfinale gelang ebenso wenig, wie das angestrebte Erreichen der World Beach Games 2019. Die Platzierungsspiele beendete Haiti am Ende auf Rang fünf.

## Teilnahmen
| World Games - 2001: keine Teilnahme - 2005: keine Teilnahme - 2009: nicht qualifiziert - 2013: nicht qualifiziert - 2017: nicht qualifiziert - 2022: nicht qualifiziert World Beach Games - 2019: nicht qualifiziert - 2023: | Weltmeisterschaften - 2001: abgesagt - 2004: nicht qualifiziert - 2006: nicht qualifiziert - 2008: nicht qualifiziert - 2010: nicht qualifiziert - 2012: nicht qualifiziert - 2014: nicht qualifiziert - 2016: nicht qualifiziert - 2018: nicht qualifiziert - 2020: qualifiziert, abgesagt - 2022: nicht qualifiziert | Pan-Amerikanische Meisterschaften - 2004: keine Teilnahme - 2008: keine Teilnahme - 2012: keine Teilnahme - 2014: keine Teilnahme - 2016: keine Teilnahme - 2018: keine Teilnahme Nordamerika- und Karibikmeisterschaften - 2019: 5. - 2022: keine Teilnahme Beachgames Zentralamerikas und der Karibik - 2022: nicht qualifiziert |